# Porter Records
Porter Records is een Amerikaans platenlabel, dat zich gespecialiseerd heeft in het (her)uitbrengen van jazz, experimentele muziek, elektronische muziek, hiphop en wereldmuziek. Het werd in 2005 opgericht door Luke Mosling en is gevestigd in Madison.
Musici die op het label uitkwamen zijn onder meer Henry Grimes, Joe Chambers, Denman Maroney, Heikki Sarmanto, Anla Courtis, Odeon Pope, Eero Koivistoinen, Miguel Frasconi, Burton Greene, Shadow Huntaz, Valerio Cosi, Khan Jamal, Byard Lancaster en Ted Daniel.